# 2-Etoxietanol
2-Etoxietanol, também conhecido pela marca Cellosolve ou etil cellosolve e muito popularmente, em especial no Brasil como simplesmente etilglicol, é um solvente usado largamente em aplicações comerciais e industriais. É um líquido claro, incolor, quase inodoro que é miscível com água, etanol, éter dietílico, acetona, e acetato de etila.
Apresenta fórmula química C2H5O.CH2.CH2OH.
Possui densidade de 0,932 (20/20°C), ponto de ebulição 135,1 °C (760 mm de Hg), e ponto de fulgor de 54,4 °C (vaso aberto).
Como solvente, possui taxa de evaporação 35 (acetato de butila = 100).
2-Etoxietanol pode ser manufaturado pela reação de óxido de etileno com etanol.
Como com outros éteres de glicol, 2-etoxietanol tem a útil propriedade de dissolver compostos quimicamente diversos. Ele dissolve óleos, resinas, gordura, graxas., nitrocelulose e lacas. Esta é uma propriedade ideal em limpadores multipropósito e consequentemente o 2-etoxietanol é usado em produtos tais como removedores de vernizes e soluções desengordurantes.